# Conus primula
Conus primula é uma espécie de gastrópode do gênero Conus, pertencente à família Conidae.